# 2022–2023-as svájci labdarúgó-bajnokság (első osztály)
A 2022–2023-as Swiss Super League (más néven Credit Suisse Super League) volt a 126. alkalommal megrendezett, legmagasabb szintű labdarúgó-bajnokság Svájcban. A pontvadászat 2022. július 16-án kezdődött és 2023. május 29-én ért véget. A címvédő a Zürich volt.
A bajnoki trófeát a Young Boys csapata szerezte meg, a bajnokság történetében tizenhatodik alkalommal.

## Csapatváltozások
| Feljutott az első osztályba | Kiesett a másodosztályba |
| --------------------------- | ------------------------ |
| Winterthur                  | Lausanne-Sport           |

## Részt vevő csapatok
| Csapat       | Székhely     | Stadion               | Befogadóképesség1 |
| ------------ | ------------ | --------------------- | ----------------- |
| Basel        | Bázel        | St. Jakob-Park        | 37 994            |
| Grasshoppers | Zürich       | Letzigrund            | 26 104            |
| Lugano       | Lugano       | Cornaredo stadion     | 6 390             |
| Luzern       | Luzern       | Swissporarena         | 16 490            |
| Servette     | Genf         | Stade de Genève       | 28 833            |
| Sion         | Sion         | Stade Tourbillon      | 14 283            |
| St. Gallen   | Sankt Gallen | Kybunpark             | 19 456            |
| Winterthur   | Winterthur   | Stadion Schützenwiese | 9 450             |
| Young Boys   | Bern         | Stadion Wankdorf      | 31 789            |
| Zürich       | Zürich       | Letzigrund            | 26 104            |

- 1A Svájci Labdarúgó Szövetség honlapja szerint.[2]

### Személyek és támogatók
| Csapat       | Vezetőedző         | Csapatkapitány      | Mezgyártó | Mezszopnzor             |       |                          |             |        |          |
| ------------ | ------------------ | ------------------- | --------- | ----------------------- | ----- | ------------------------ | ----------- | ------ | -------- |
| Csapat       | Vezetőedző         | Csapatkapitány      | Mezgyártó | Mezszopnzor             | Basel | Heiko Vogel (ideiglenes) | Fabian Frei | Macron | Novartis |
| Grasshoppers | Giorgio Contini    | Amir Abrashi        | Adidas    | Tianjin Seagull         |       |                          |             |        |          |
| Lugano       | Mattia Croci-Torti | Jonathan Sabbatini  | Erreà     | AIL                     |       |                          |             |        |          |
| Luzern       | Mario Frick        | Ardon Jashari       | Craft     | Otto's                  |       |                          |             |        |          |
| Servette     | Alain Geiger       | Jérémy Frick        | Adidas    | La Praille M3 Groupe    |       |                          |             |        |          |
| Sion         | Paolo Tramezzani   | Anto Grgić          | Macron    | OIKEN                   |       |                          |             |        |          |
| St. Gallen   | Peter Zeidler      | Lukas Görtler       | Jako      | St.Galler Kantonalbank  |       |                          |             |        |          |
| Winterthur   | Bruno Berner       | Granit Lekaj        | gpard     | Keller Druckmesstechnik |       |                          |             |        |          |
| Young Boys   | Raphaël Wicky      | Fabian Lustenberger | Nike      | Plus500                 |       |                          |             |        |          |
| Zürich       | Bo Henriksen       | Yanick Brecher      | Nike      | Nokera AG               |       |                          |             |        |          |

### Vezetőedző váltások
| Csapat     | Távozó edző                     | Ok                                          | Dátum                | Poz.      | Érkező edző                     | Dátum                |
| ---------- | ------------------------------- | ------------------------------------------- | -------------------- | --------- | ------------------------------- | -------------------- |
| Basel      | Guille Abascal                  | lejárt az ideiglenes vezetőedzői szerződése | 2022. május 23.      | Előszezon | Alexander Frei                  | 2022. május 23.      |
| Winterthur | Alexander Frei                  | távozott                                    | 2022. május 23.      | Előszezon | Bruno Berner                    | 2022. május 30.      |
| Zürich     | André Breitenreiter             | távozott                                    | 2022. május 24.      | Előszezon | Franco Foda                     | 2022. június 8.      |
| Young Boys | Matteo Vanetta                  | lejárt az ideiglenes vezetőedzői szerződése | 2022. június 2.      | Előszezon | Raphaël Wicky                   | 2022. június 2.      |
| Zürich     | Franco Foda                     | lejárt a vezetőedzői szerződése             | 2022. szeptember 21. | 9.        | Genesio Colatrella (ideiglenes) | 2022. szeptember 23. |
| Zürich     | Genesio Colatrella (ideiglenes) | lejárt az ideiglenes vezetőedzői szerződése | 2022. október 10.    | 10.       | Bo Heriksen                     | 2022. október 10.    |
| Sion       | Paolo Tramezzani                | lejárt a vezetőedzői szerződése             | 2022. november 20.   | 10.       | Fabio Celestini                 | 2022. november 21.   |
| Basel      | Alexander Frei                  | lejárt a vezetőedzői szerződése             | 2023. február 7.     | 7.        | Heiko Vogel (ideiglenes)        | 2023. február 7.     |
| Sion       | Fabio Celestini                 | lejárt a vezetőedzői szerződése             | 2023. március 3.     | 9.        | David Bettoni                   | 2023. március 7.     |
| Sion       | David Bettoni                   | szerződésfelbontás                          | 2023. május 15.      | 10.       | Paolo Tramezzani                | 2023. május 16.      |

## A bajnokság végeredménye
| Hely. | Csapat         | M  | Gy | D  | V  | G+ | G– | Gk  | P  | Továbbjutás vagy kiesés |
| ----- | -------------- | -- | -- | -- | -- | -- | -- | --- | -- | ----------------------- |
| 1.    | Young Boys (B) | 36 | 21 | 11 | 4  | 82 | 30 | +52 | 74 | BL, rájátszás           |
| 2.    | Servette       | 36 | 14 | 16 | 6  | 53 | 48 | +5  | 58 | BL, 2. selejtezőkör     |
| 3.    | Lugano         | 36 | 15 | 12 | 9  | 59 | 47 | +12 | 57 | EL, rájátszás           |
| 4.    | Luzern         | 36 | 13 | 11 | 12 | 56 | 52 | +4  | 50 | KL, 2. selejtezőkör     |
| 5.    | Basel          | 36 | 11 | 14 | 11 | 51 | 50 | +1  | 47 | KL, 2. selejtezőkör     |
| 6.    | St. Gallen     | 36 | 11 | 12 | 13 | 66 | 52 | +14 | 45 |                         |
| 7.    | Grasshoppers   | 36 | 12 | 8  | 16 | 56 | 64 | −8  | 44 |                         |
| 8.    | Zürich         | 36 | 10 | 14 | 12 | 41 | 55 | −14 | 44 |                         |
| 9.    | Winterthur     | 36 | 8  | 8  | 20 | 32 | 66 | −34 | 32 |                         |
| 10.   | Sion (O)       | 36 | 7  | 10 | 19 | 41 | 73 | −32 | 31 | Osztályozó              |

### Osztályozó
Az osztályozóban az első osztály 10. helyezettje, a Sion és a másodosztály 3. helyezettje, a Stade Lausanne Ouchy csapott össze.
| 2023. június 3. 18:00 |

| Sion | 0–2 | Stade Lausanne Ouchy |
| ---- | --- | -------------------- |
|      |     | Mulaj 26' Bamba 57'  |

| Stade Tourbillon, Sion Nézőszám: 9 050 Játékvezető: Luca Cibelli |

| 2023. június 6. 20:30 |

| Stade Lausanne Ouchy             | 4–2 | Sion                           |
| -------------------------------- | --- | ------------------------------ |
| Mulaj 6' 89' Ajdini 34' Okou 81' |     | Zuffi 23' Grgić 39' (11-esből) |

| Stade Olympique de la Pontaise, Lausanne Nézőszám: 10 754 Játékvezető: Urs Schnyder |

A Stade Lausanne-Ouchy csapata győzött 6–2-es összesítéssel, így feljutottak az első osztályba, a Sion pedig kiesett a másodosztályba.

## Statisztika

### Góllövőlista
| # | Játékos             | Klub       | Gólok |
| - | ------------------- | ---------- | ----- |
| 1 | Jean-Pierre Nsame   | Young Boys | 21    |
| 2 | Cedric Itten        | Young Boys | 19    |
| 3 | Žan Celar           | Lugano     | 16    |
| 4 | Emmanuel Latte Lath | St. Gallen | 14    |
| 5 | Tosin Aiyegun       | Zürich     | 12    |
| 5 | Chris Bedia         | Servette   | 12    |
| 5 | Zeki Amdouni        | Basel      | 12    |
| 8 | Max Meyer           | Luzern     | 11    |
| 8 | Jérémy Guillemenot  | St. Gallen | 11    |
| 8 | Andi Zeqiri         | Basel      | 11    |

### Gólpasszok
| # | Játékos             | Klub         | Gólpassz |
| - | ------------------- | ------------ | -------- |
| 1 | Ulisses Garcia      | Young Boys   | 9        |
| 1 | Renato Steffen      | Lugano       | 9        |
| 3 | Cedric Itten        | Young Boys   | 8        |
| 3 | Kavabe Hajaó        | Grasshoppers | 8        |
| 5 | Lukas Görtler       | St. Gallen   | 7        |
| 6 | Pius Dorn           | Luzern       | 6        |
| 6 | Christian Fassnacht | Young Boys   | 6        |
| 6 | Jérémy Guillemenot  | St. Gallen   | 6        |
| 6 | Dereck Kutesa       | Servette     | 6        |
| 6 | Pascal Schürpf      | Luzern       | 6        |

### Mesterhármast elérő játékosok
| Játékos             | Csapat     | Ellenfél   | Végeredmény | Dátum              |
| ------------------- | ---------- | ---------- | ----------- | ------------------ |
| Emmanuel Latte Lath | St. Gallen | Sion       | 7–2 (I)     | 2022. november 12. |
| Tosin Aiyegun       | Zürich     | Servette   | 4–1 (H)     | 2022. november 13. |
| Jean-Pierre Nsame   | Young Boys | Winterthur | 5–1 (H)     | 2023. január 29.   |
| Cedric Itten        | Young Boys | Basel      | 3–0 (H)     | 2023. március 19.  |

- H = hazai pályán; I = idegenben

## A Hónap Játékosai
| Hónap      | Játékos             | Csapat       |
| ---------- | ------------------- | ------------ |
| Július     | Jérémy Frick        | Servette     |
| Augusztus  | Renat Dadashov      | Grasshoppers |
| Szeptember | Ardon Jashari       | Luzern       |
| Október    | Max Meyer           | Luzern       |
| November   | Lawrence Ati-Zigi   | St. Gallen   |
| Február    | Zeki Amdouni        | Basel        |
| Március    | Cedric Itten        | Young Boys   |
| Április    | Martin Frýdek       | Luzern       |
| Május      | Miroslav Stevanović | Servette     |

## Legjobb 11
| Kapus             | Védők                                                | Középpályások                                               | Csatárok                  |
| ----------------- | ---------------------------------------------------- | ----------------------------------------------------------- | ------------------------- |
| Lawrence Ati-Zigi | Matej Maglica Marco Burch Michael Lang Martin Frýdek | Fabian Rieder Max Meyer Patrick Pflücke Christian Fassnacht | Zeki Amdouni Cedric Itten |